# Pečetní legenda
Pečetní legenda, jinak též pečetní opis, je část pečeti obsahující text s často odkazující na jejího vlastníka.

## Charakteristika
Pečetní legenda většinou odkazovala na vlastníka pečeti. Začínala většinou křížkem, hvězdičkou nebo arabeskou či jiným drobným útvarem. Křížek měl v tomto případě symbolický význam v podobě invokace jména Božího. Za tímto počátečním útvarem se od 13. století objevovalo písmeno S jako zkratka pro latinské sigillum (česky pečeť) zkrácené do písmene S. Za ním následovalo jméno majitele pečeti (mohl jím být člověk, ale též instituce např. klášter nebo město).
Pečetní legendu od pečetního obrazu a okraje pečeti odděluje většinou jeden z následujících zdobných prvků:
- perlovec
- linky
- římsy
- vavřínové věnce

Zároveň může být legenda umístěna na páscích či pásku a ve více řádcích.
Písmem legendy se zabývá primárně paleografie zkoumající stará písma.
Jazykem legendy bývala primárně latina, ale postupem času, jak její znalost upadala, se lze setkat i s použitím jiných jazyků. Z evropských národních jazyků se objevuje např. francouzština, nebo v českém prostředí od 2. poloviny 15. století čeština.